# Bembibre Hockey Club
El Bembibre Hockey Club es un club de hockey sobre patines español de Bembibre (provincia de León) y que compite en la OK Liga Femenina.
Fundado en 2022, tiene su origen en la labor desarrollada por la Asociación Patinaje Global del Bierzo (APG) que creó Toni Sariol y su familia en 2011. El APG consiguió el ascenso al proclamarse subcampeón de la OK Liga Plata en la temporada 2021-22, pero renunció al ascenso y se volvió a inscribir en OK Plata, ya como Bembibre Hockey Club, en la temporada 2022-23 tras ser inscrito por la Federación de Patinaje de Castilla y León en la Fase de Ascenso y ser concedida su plaza por la Real Federación Española de Patinaje tras no superar el número de equipos inscritos en la Fase de Ascenso a las plazas de OK Plata Femenina 22/23. Consigue, esa misma temporada, ascender a OK Liga.